# Carlos Humberto Romero
Carlos Humberto Romero Mena (ur. 29 lutego 1924 w Chalatenango, zm. 27 lutego 2017 w San Salvador) – salwadorski generał i polityk, prezydent Salwadoru w latach 1977–1979.
1 lipca 1972 r. objął urząd Ministra Obrony Narodowej i Bezpieczeństwa Publicznego. Był odpowiedzialny za krwawe stłumienie pokojowej demonstracji studentów z 30 lipca 1975 r.
Będący członkiem ultrakonserwatywnej Partii Pojednania Narodowego (PCN) Humberto Romero zostaje ogłoszony zwycięzcą w wyborach prezydenckich z 20 lutego 1977 r., głównie dzięki fałszerstwom wyborczym. Urząd prezydenta objął 1 lipca 1977 r. Jego rządy, mające oparcie w oligarchii, armii i wsparciu USA, przybrały formę dyktatury wojskowej wzorowanej na stylu poprzedników.
Pod koniec lat 70. w Salwadorze niepokoje polityczne przybrały na sile w związku z głębokimi nierównościami społeczno-ekonomicznymi. Lewicowa partyzantka rozpoczęła ataki na cele wojskowe, cywilni oponenci władzy domagali się reform. Impulsem do zamachu stanu w Salwadorze stał się upadek innego skrajnie prawicowego reżimu – w lipcu 1979 r. obalono rządy prezydenta Nikaragui Anastasio Somozy Debayle. 15 października 1979 r., w czasie gdy Humberto Romero przebywał z wizytą w USA, doszło do puczu zainicjowanego przez dysydentów i reformistycznie zorientowanych wojskowych, z pułkownikiem Adolfo Arnoldo Majano Ramos na czele. Prezydent udał się na wygnanie do Gwatemali. Obalenie reżimu Humberto Romero było preludium do 12-letniej salwadorskiej wojny domowej.